# Jenstjärnen, Dalarna
Jenstjärnen är en sjö i Älvdalens kommun i Dalarna och ingår i Dalälvens huvudavrinningsområde. Sjön har en area på 0,0811 kvadratkilometer och ligger 460,3 meter över havet.

## Delavrinningsområde
Jenstjärnen ingår i det delavrinningsområde (684849-135465) som SMHI kallar för Inloppet i Särnsjön. Medelhöjden är 455 meter över havet och ytan är 4,77 kvadratkilometer. Räknas de 254 avrinningsområdena uppströms in blir den ackumulerade arean 2 618,57 kvadratkilometer. Avrinningsområdets utflöde Dalälven (Österdalälven) mynnar i havet. Avrinningsområdet består mestadels av skog (86 procent). Avrinningsområdet har 0,36 kvadratkilometer vattenytor vilket ger det en sjöprocent på 7,6 procent.